# ORP Jaskółka (1934)
ORP Jaskółka (znak burtowy J) – trałowiec redowy Marynarki Wojennej II RP, pierwszy okręt typu Jaskółka, klasyfikowany przed wojną jako trauler i minowiec. Wcielony do służby w 1935 roku jako pierwszy pełnomorski okręt wojenny zaprojektowany i zbudowany w odrodzonej Polsce, stworzył wraz z siostrzanymi jednostkami Dywizjon Minowców. W jego składzie wziął udział w obronie Wybrzeża. 1 września uczestniczył w bitwie powietrzno-morskiej na Zatoce Gdańskiej. W kolejnych dniach prowadził operacje minowania, ostrzału celów brzegowych oraz patrolowe. Został zatopiony przez samoloty Luftwaffe 14 września 1939 roku.

## Zamówienie i budowa
Po wycofaniu na początku lat 30. traulerów typu FM, przestał istnieć dotychczasowy Dywizjon Minowców. Szkolenie w zakresie broni podwodnej przejęły kanonierki ORP „Komendant Piłsudski” i ORP „Generał Haller”. Jednostki te były już przestarzałe i nie nadawały się do powierzonych im zadań, wobec czego Kierownictwo Marynarki Wojennej zaczęło planować budowę następców pierwszych „ptaszków”. Podjęto decyzję o ich budowie w kraju. W 1932 roku w polskich stoczniach ogłoszono przetarg na zaprojektowanie i budowę czterech traulerów. Spośród nadesłanych ofert wybrano przedstawioną przez Państwowe Zakłady Inżynierii, z projektem wykonanym przez inż. Aleksandra Potyrałę z Biura Konstrukcyjnego Stoczni Modlińskiej. Projekt ten stał się podstawą do przygotowania, przy współpracy kmdra inż. Dominika Maleckiego, szczegółowych planów. Ustalone zostały również terminy ukończenia minowców. I tak, pierwszy miał zostać oddany po 20 miesiącach od podpisania umowy, a kolejne odpowiednio po 23, 26 i 29 miesiącach. Szacowany koszt jednej jednostki (bez uzbrojenia i wyposażenia bojowego) wynosił 1,32 mln ówczesnych zł. Zamówienie rozdzielono pomiędzy trzy polskie stocznie: Modlińską, Gdyńską i Warsztaty Portowe Marynarki Wojennej w Gdyni. Stępkę pod przyszłą „Jaskółkę”, na czas budowy nazwaną tymczasowo „T1”, położono w tej ostatniej w listopadzie 1933 roku. Budowa przeciągała się w czasie zarówno z powodu niedostatecznego przygotowania stoczni do budowy jednostek tej wielkości, jak i nieterminowych dostaw blach przez huty. Z opóźnieniem dostarczono również dokumentację z PZInż. Ponadto czterokrotnie odrzucono, jako wybrakowaną, staliwną dziobnicę wykonaną przez huty.
Rozkazem Ministra Spraw Wojskowych z 17 września 1934 roku budowany okręt otrzymał nazwę „Jaskółka”. Wodowanie okrętu miało miejsce 11 września 1934 roku, za pomocą 100-tonowego dźwigu. Wyposażanie i uzbrajanie jednostki oraz próby odbiorcze trwały do końca sierpnia 1935 roku. Pierwszym dowódcą ORP „Jaskółka”, pełniącym również obowiązki tymczasowego dowódcy Dywizjonu Minowców, został mianowany kpt. mar. Wiktor Łomidze. 4 maja szef KMW powołał komisję do odbioru budowanych trałowców, w skład której weszli: przewodniczący, kmdr por. Włodzimierz Steyer, kierownik nadzoru budowy kmdr por. inż. Zdzisław Śladkowski oraz dowódcy odbieranych okrętów. Na próbach odbiorczych trałowcem dowodził emerytowany kapitan żeglugi Mikołaj Szemiot. Minister Spraw Wojskowych „wcielił z dniem 27 lipca 1935 trauler «Jaskółka» w skład okrętów wojennych Rzeczypospolitej”. Natomiast podniesienie bandery miało miejsce 27 sierpnia 1935 roku.

## Opis konstrukcji
„Jaskółka” miała długość całkowitą 45 metrów, na linii wodnej 43 metry, szerokość maksymalną 5,5 metra oraz zanurzenie przy wyporności standardowej 183 ton wynoszące 1,55 metra. Gładkopokładowy kadłub minowca zbudowany był ze stali okrętowej, w części dziobowej znajdował się wznios, który służył zwiększeniu dzielności morskiej. Nadbudówka znajdowała się w części dziobowej i ciągnęła się do śródokręcia. Napęd trałowca stanowiły dwa ośmiocylindrowe silniki wysokoprężne Nohab wyprodukowane w Fabryce Silników i Armatur „Ursus” na licencji szwedzkiej firmy Nyquist-Holm. Każdy z silników posiadał moc 525 KM i napędzał osobny wał napędowy. Łączna moc maszyn wynosiła 1050 KM, co pozwalało na osiągnięcie maksymalnej prędkości 18 węzłów.
Podstawowym uzbrojeniem artyleryjskim była armata kalibru 75 mm Canon Ml1928, produkcji francuskiej firmy Schneider, posadowiona na podstawie uniwersalnej SMCA, o maksymalnym kącie podniesienia 75°. Teoretycznie pozwalało to na prowadzenie również ognia przeciwlotniczego, choć w praktyce uniemożliwiała to jej mała szybkostrzelność. Uzupełniały ją dwa karabiny maszynowe Maxim wzór 1908 kaliber 7,92 mm, ustawione na nadbudówce, po obu stronach komina. Na pokładzie znajdowały się dwa tory minowe, na których okręt mógł przewieźć i postawić 20 min morskich wz. 08 lub 20 bomb głębinowych do zwalczania okrętów podwodnych. Ich wykrywanie umożliwiały szumonamierniki brytyjskiej firmy Hughes. Trałowiec wyposażono w dwa komplety trałów kontaktowych.

## Przebieg służby

### Lata międzywojenne
Po rozpoczęciu służby pod polską banderą „Jaskółka” przeszła szereg szkoleń, po czym 20 stycznia 1936 roku została włączona do Dywizjonu Minowców. W tym samym roku, w sierpniu, wszystkie cztery minowce i „Generał Haller” odbyły rejs zagraniczny, zawijając do Visby i Karlshamn, zaś we wrześniu kolejny, do Zatoki Fińskiej i Karlskrony. Był to ostatni zagraniczny port odwiedzony przez „Jaskółkę”, w późniejszych rejsach na wody zagraniczne nie zawijała już do żadnego. W części dziobowej minowca namalowano na obu burtach znak taktyczny w postaci białej litery „J”. Został on zamalowany, podobnie jak na innych polskich okrętach, w czerwcu 1937 roku.
28 czerwca 1936 roku, podczas obchodów Święta Morza, okręty Dywizjonu Minowców uczestniczyły w paradzie floty. W tym samym roku na pokładzie „Jaskółki” gościł prezydent Ignacy Mościcki, płynąc z Gdyni do Jastarni. 18 kwietnia 1939 roku wpływający do portu wojennego na Oksywiu okręt podwodny ORP „Sęp”, na skutek błędu nawigacyjnego uderzył w burty „Jaskółki” i „Mewy”, powodując wgniecenia poszycia (wartość szkód wyceniono łącznie na 1810 złotych). Uszkodzenia zostały szybko naprawione. W ostatnich dniach czerwca „Jaskółka” wraz z resztą floty uczestniczyła w ostatnich przedwojennych obchodach Dni Morza w Gdyni. Podczas mobilizacji powszechnej po 24 sierpnia, na trałowiec załadowano 150 jednostek ostrej amunicji do działa, naboje do karabinów maszynowych, 20 bomb głębinowych oraz dwa komplety zmodyfikowanych trałów DLM.

### Obrona Wybrzeża

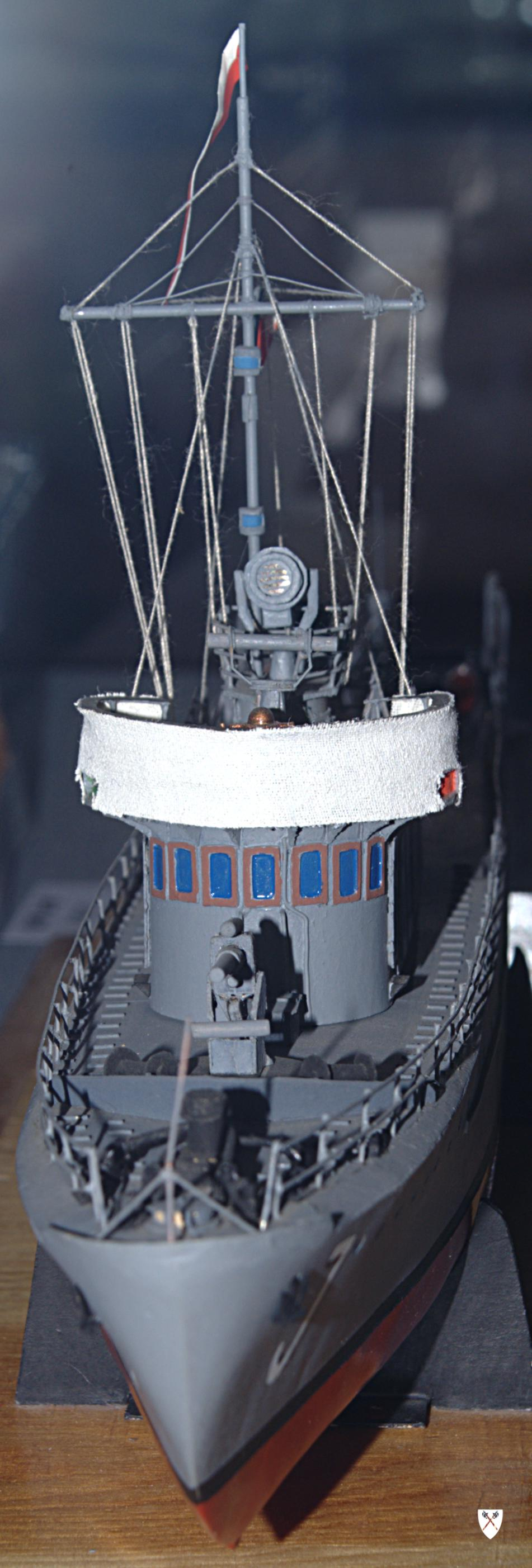
Model okrętu w Pomorskim Muzeum Wojskowym

W momencie wybuchu II wojny światowej, 1 września 1939 roku, okręt znajdował się w porcie wojennym na Oksywiu. Dowodzony był przez kpt. mar. Tadeusza Borysiewicza. W godzinach rannych, wraz z pozostałymi jednostkami dywizjonu wyszedł na redę. Około godz. 14.00 wziął udział w odpieraniu niemieckiego nalotu na Gdynię. Zgodnie z opracowanymi planami operacji minowych na Zatoce Gdańskiej, z 1 na 2 września jednostki minowe floty polskie miały postawić zagrodę minową na linii Hel – Sopot (operacja Rurka). W tym celu „Jaskółka”, wraz z pozostałymi minowcami, dwiema kanonierkami oraz niszczycielem ORP „Wicher” i stawiaczem min ORP „Gryf” udała się w rejon portu helskiego.
Przed godziną 18.00 polskie okręty zostały zaatakowane przez bombowce nurkujące Junkers Ju 87 z IV(Stuka)./LG 1. Niemieckie samoloty skoncentrowały swój atak na „Wichrze” i „Gryfie”. „Jaskółka” starając się wesprzeć obronę przeciwlotniczą stawiacza min zbliżyła się do niego. Był to bardzo ryzykowny manewr, gdyż jedno bezpośrednie trafienie bombą w pokład jednostki oznaczało jej zatopienie. Po odparciu niemieckiego ataku i odwołaniu operacji Rurka, jednostka zawinęła do portu helskiego. Tam kpt. Borysiewicz otrzymał rozkaz przejścia do Jastarni, gdzie dotarł 2 września. Następnego dnia, wraz z ORP „Rybitwą”, trałowiec popłynął do Gdyni po dowódcę Morskiej Obrony Wybrzeża, komandora Stefana Frankowskiego. Wieczorem, wraz z nim, okręty ponownie znalazły się w Jastarni. Przy okazji załogi dokonały w mieście zakupu zapasów żywności i rekwizycji papierosów z magazynów portowych.
Następne dni trałowiec spędził w porcie. 7 września, znów wraz z „Rybitwą”, minowiec udał się na patrol, w celu poszukiwania zestrzelonych lotników. W czasie powrotu jednostki zostały zaatakowane przez bombowiec nurkujący Junkers Ju 87. Obsługi karabinów maszynowych celnym ogniem przeciwlotniczym zestrzeliły niemiecki samolot. Dopiero 10 września polskie dowództwo podjęło pierwszą próbę wykorzystania minowców zgodnie z przeznaczeniem: do postawienia zagrody minowej. OORP „Jaskółka”, „Rybitwa” i „Czajka” udały się w rejon kotwiczenia kryp minowych, aby pobrać na pokład po 20 min. Przedłużający się przeładunek i kłopoty nawigacyjne związane z nocną żeglugą na płytkich wodach w rejonie Jamy Kuźnickiej spowodowały, że samo postawienie zagrody zostało odłożone. Miny wyładowano na ląd w porcie helskim (według niektórych źródeł operacja ładowania min nastąpiła w nocy z 12 na 13 września). W dniach 11 i 12 września w rejonie miejscowości Rewa trzy minowce wspierały ogniem artylerii oddziały Lądowej Obrony Wybrzeża. Operację minowania wód Zatoki Gdańskiej przeprowadzono w nocy z 12 na 13 września. Zespół trzech minowców, dowodzony przez komandora Zdzisława Boczkowskiego, postawił 60 min około 3,5 mili morskiej na południowy wschód od cypla helskiego. Pomimo pewnych kłopotów z mechanizmami min, okręty powróciły bezpiecznie do portu około 2.30.
| Dowódcy okrętu                | Dowódcy okrętu | Dowódcy okrętu   |
| ----------------------------- | -------------- | ---------------- |
| kpt. mar. Wiktor Łomidze      | 27 lipca 1935  | 1 lutego 1936    |
| kpt. mar. Władysław Salamon   | luty 1936      | grudzień 1936    |
| kpt. mar. Wiktor Łomidze      | grudzień 1936  | październik 1937 |
| kpt. mar. Wacław Lipkowski    | 1937           | maj 1939         |
| kpt. mar. Tadeusz Borysiewicz | maj 1939       | 14 września 1939 |

Następnej nocy trałowce pobrały z kryp kolejne 60 min, aby powtórzyć udaną operację. Jednak konieczność pilnego wsparcia artyleryjskiego wojsk walczących na lądzie spowodowała jej odwołanie, zaś miny wyładowano w porcie na Helu. O świcie 14 września 1939 roku „Jaskółka”, „Rybitwa” i „Czajka” wyszły z portu z zadaniem ostrzelania niemieckich pozycji w rejonie Mechelinek. Po wykonaniu zadania jednostki wróciły do portu. Tego samego dnia niemieckie lotnictwo w dwóch falach dokonało bombardowania portu w Jastarni. Pierwszy nalot nie wyrządził żadnych szkód na „Jaskółce”, natomiast w czasie drugiego nalotu minowiec został trafiony bombą 250 kg w zbiornik paliwa, co spowodowało zapalenie się jednostki. Płonący wrak wkrótce zatonął. Zginęło dwóch członków załogi: mat Stanisław Birnbach i starszy marynarz Jan Kozieł (Kozioł?). Działo kal. 75 mm, wraz z działem „Rybitwy”, utworzyły baterię przeciwdesantową w Jastarni, zaś członkowie załogi zasilili oddziały lądowej obrony Helu.
Po zakończeniu działań wojennych Niemcy analizowali możliwość użycia jednostki, jednak zniszczenia były zbyt duże i wrak został pocięty na złom. Przez cały okres służby okręt był dowodzony przez pięciu dowódców. Wszyscy byli w stopniu kapitana marynarki.